# 김성용
김성용(金星鏞, 일본식 이름: 武宮廣明, 1918년 1월 9일 ~ 1999년 1월 7일)은 일제강점기의 관료이자 대한민국의 정치인, 대학 교수이다. 종교는 천주교(세례명: 디모테오)이다.

## 학력
- 서울 경복중학교 졸업
- 도쿄 제국대학교 법학부 학사
- 미국 미시간 주립 대학교 대학원 정치학 석사
- 미국 미시간 주립 대학교 대학원 정치학 박사

## 약력
- 일본고등고시 행정과 2부 합격
- 외무부 정무국장 겸 통상국장
- 한중통상회의 수석대표
- 주 제네바 특명전권공사
- 민주당 중앙상임위원
- 제24~27차 UN총회 대표
- 동남아6개국순방 친선사절
- 1971년 주 말레이시아 대사
- 제6대 국회의원 민주당 (전국구)
- 제7대 국회의원 신민당 (전국구)
- 제9대 국회의원 유신정우회

## 가족 관계
- 아버지: 김재희(전남 담양군 창평면의 천석꾼)
- 남매: 김삼순(金三純, 1909년 2월 3일 - 2001년 12월 11일) 균학자
- 남매: 김사순(이회창의 어머니)
- 형제: 김홍용(金洪鏞, 1902년 10월 3일 - 1950년 8월 15일, 제2대 국회의원)
- 형제: 김문용(金汶鏞, 1916년 6월 23일 담양 - 1995년 2월 7일, 제2대 국회의원)

## 역대 선거 결과
|  | 23.47% |

|  | 13.50% |

|  | 32.70% |

|  | 0% |